# Station Cazères
Station Cazères is een spoorwegstation in de Franse gemeente Cazères.